# Ödön Nádas
Ödön Nádas (ur. 12 września 1891 w Budapeszcie, zm. 9 października 1951) – węgierski trener piłkarski.
W latach 1932–1934 był selekcjonerem reprezentacji Węgier. Pierwszy mecz pod jego wodzą reprezentacja rozegrała 27 listopada 1932 przeciwko Włochom w Mediolanie na San Siro i przegrała go 2:4. W 1934 roku prowadził ją podczas mistrzostw świata we Włoszech. W ćwierćfinale, który został rozegrany 31 maja 1934 w Bolonii, Węgrzy ulegli Austrii 1:2 i odpadli z turnieju. Był to ostatni mecz Nádasa w reprezentacji.